# Kupagyőztesek Óceánia-kupája
A Kupagyőztesek Óceánia-kupája (angolul: Oceania Cup Winners' Cup) egy megszűnt, az OFC által szervezett labdarúgókupa volt. Egyike a két nagy, klubcsapatok számára szervezett kupasorozatnak a bajnokok ligája mellett. 
Mindössze egyetlen alkalommal, 1987-ben rendezték meg.

## Eredmények
| Év   | Győztes     | Eredmény | Döntős             |
| ---- | ----------- | -------- | ------------------ |
| 1987 | Sydney City | 2 – 0    | North Shore United |